# Ирса (посёлок при железнодорожной станции)
Ирса — посёлок при железнодорожной станции в Кусинском сельском поселении Киришского района Ленинградской области.

## История
Согласно данным переписи населения СССР 1926 года в посёлке при станции Ирса Ирсовского сельсовета Тигодской волости Волховского уезда проживали 32 человека — большинство русские, а также поляки и литовцы.

Станция Ирса. 1937 год

Согласно топографической карте РККА 1937 года на месте современного посёлка находились бараки и железнодорожные казармы станции Ирса. К юго-востоку от станции Ирса находилась деревня Ирса, насчитывавшая 71 крестьянский двор.
Согласно переписи населения СССР 1939 года в населённом пункте ж.д. ст. Ирса Драчевского сельсовета проживали 29 мужчин и 26 женщин, всего 55 человек.
По данным 1966 и 1973 годов посёлок при станции Ирса входил в состав Турского сельсовета>.
По данным 1990 года посёлок при станции Ирса входил в состав Кусинского сельсовета.
В 1997 году в посёлке при станции Ирса Кусинской волости проживали 19 человек, в 2002 году — 17 (русские — 94 %).
В 2007 году в посёлке при станции Ирса Кусинского СП проживали 15 человек, в 2010 году — 13.

## География
Посёлок при станции расположен в юго-западной части района у железнодорожной станции Ирса на автодороге 41К-118 (подъезд к станции Ирса), к северу от автодороги 41А-006 (Зуево — Новая Ладога).
Расстояние до административного центра поселения — 12 км.

## Демография
| 1997 | 2002 | 2007 | 2010 | 2017 |
| ---- | ---- | ---- | ---- | ---- |
| 19   | ↘17  | ↘15  | ↘13  | ↘10  |

### Национальный состав
Согласно данным Всероссийской переписи населения 2021 года в посёлке проживали 16 человек, из них:
 русские — 12, другие национальности — 4 человека.